# Železniški peron
Železniški peron je del železniške postaje, ki je namenjena vstopu in izstopu potnikov na ali z vlaka. Večje postaje imajo več kot en peron, v tem primeru so posamezni peroni označeni s številkami.